# اونی لاپالاینن
اونی لاپالاینن (فنلاندی: Onni Lappalainen; ۳۰ ژوئیهٔ ۱۹۲۲ – ۱۲ ژانویهٔ ۱۹۷۱) ژیمناست هنری اهل فنلاند بود.